# Cluan Place
Cluan Place (de l'irlandès Cluain) és una àrea obrera protestant situada a l'est de Belfast, a Irlanda del Nord.
A causa del conflicte nord-irlandès, s'hi va construir una línia de pau que separa la zona de Short Strand, de majoria catòlica nacionalista irlandesa. En aquesta àrea dividida, els aldarulls entre lleialistes de Cluan Place i republicans de Short Strand han estat una constant en la història recent. L'any 1970 es va veure afectada per l'anomenada batalla de Saint-Matthew, l'any 2002 s'hi van produir aldarulls greus, que es van repetir l'any 2011.